# Toledo (Cebu)
Toledo is een stad in de Filipijnse provincie Cebu. Bij de census van 2015 telde de stad ruim 170 duizend inwoners.

## Geografie

### Bestuurlijke indeling
Toledo is onderverdeeld in de volgende 38 barangays:
| - Awihao - Bagakay - Bato - Biga - Bulongan - Bunga - Cabitoonan - Calongcalong - Cambang-ug - Camp 8 - Canlumampao - Cantabaco - Capitan Claudio | - Carmen - Daanglungsod - Don Andres Soriano (Lutopan) - Dumlog - Ibo - Ilihan - Landahan - Loay - Luray II - Juan Climaco, Sr. (Magdugo) - Gen. Climaco (Malubog) - Matab-ang - Media Once | - Pangamihan - Poblacion - Poog - Putingbato - Sagay - Sam-ang - Sangi - Santo Niño (Mainggit) - Subayon - Talavera - Tungkay - Tubod |

## Demografie
Toledo had bij de census van 2015 een inwoneraantal van 170.335 mensen. Dit waren 13.257 mensen (8,4%) meer dan bij de vorige census van 2010. Ten opzichte van de census van 2000 was het aantal inwoners gegroeid met 29.161 mensen (20,7%). De gemiddelde jaarlijkse groei in die periode kwam daarmee uit op 1,24%, hetgeen lager was dan het landelijk jaarlijks gemiddelde over deze periode (1,72%).

De bevolkingsdichtheid van Toledo was ten tijde van de laatste census, met 170.335 inwoners op 216,28 km², 787,6 mensen per km².

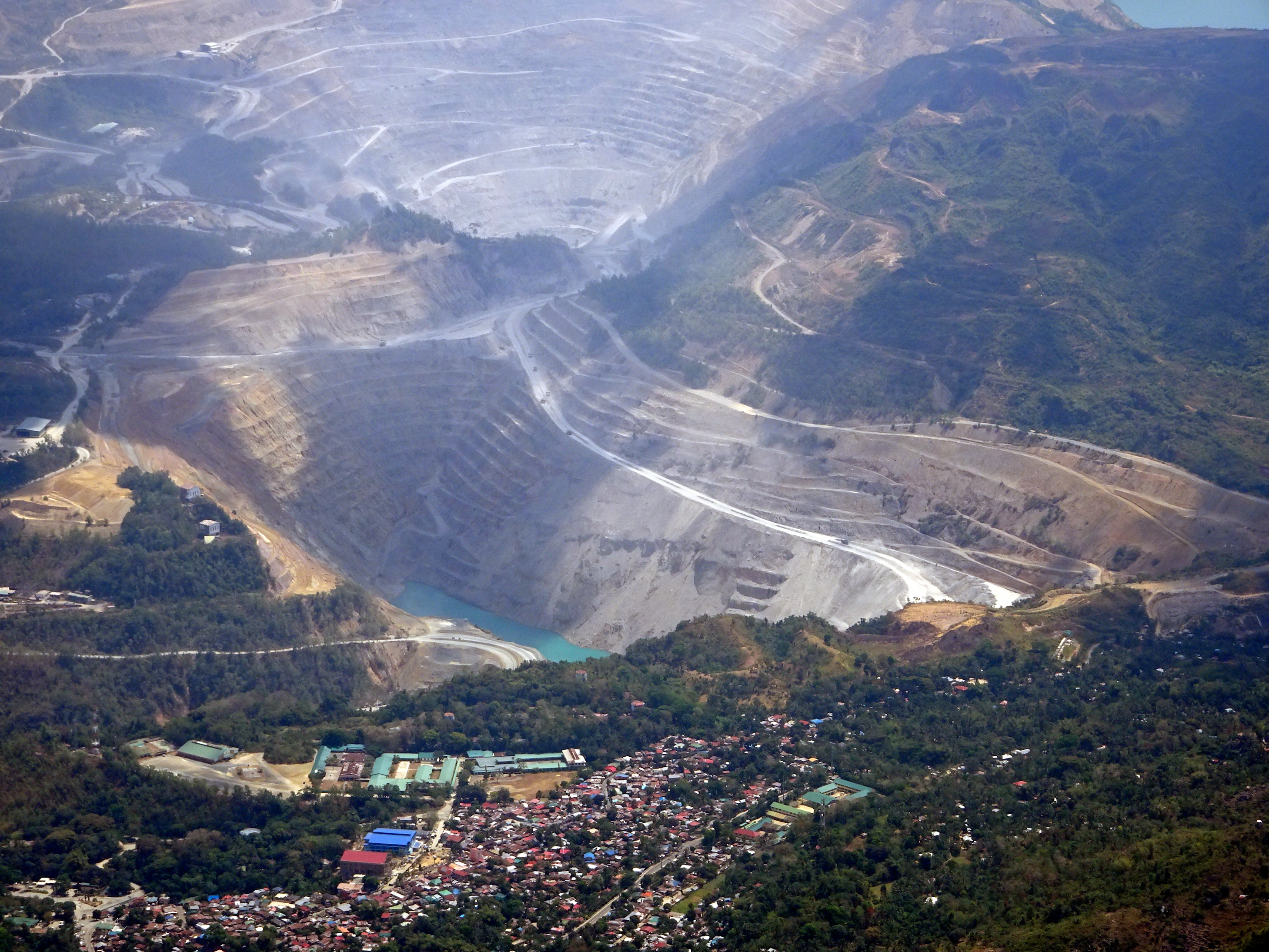
Dagbouwmijn in Toledo

## Geboren in Toledo
- Lina Espina-Moore (20 mei 1919), schrijfster (overleden 2000).

Alcantara · Alcoy · Alegria · Aloguinsan · Argao · Asturias · Badian · Balamban · Bantayan · Barili · Bogo · Boljoon · Borbon · Carcar · Carmen · Catmon · Cebu City · Compostela · Consolacion · Cordova · Daanbantayan · Dalaguete · Danao · Dumanjug · Ginatilan · Lapu-Lapu City · Liloan · Madridejos · Malabuyoc · Mandaue · Medellin · Minglanilla · Moalboal · Naga · Oslob · Pilar · Pinamungajan · Poro · Ronda · Samboan · San Fernando · San Francisco · San Remigio · Santa Fe · Santander · Sibonga · Sogod · Tabogon · Tabuelan · Talisay · Toledo · Tuburan · Tudela